# آرتور فون ائتینگن
آرتور فون ائتینگن (آلمانی: Ludenhof؛ زاده ۲۸ مارس ۱۸۳۶ درگذشته ۵ سپتامبر ۱۹۲۰) یک فیزیک‌دان اهل آلمان بود.